# Henriqueta Gomes da Costa
Henriqueta Júlia de Mira Godinho (Lagos, 30 de julho de 1863 — Lisboa, 22 de fevereiro de 1936) foi a esposa do general e antigo presidente da República Portuguesa Gomes da Costa.

## Biografia
Filha do casamento em segundas núpcias de seu pai André Francisco Godinho (1820), coronel do Regimento de Infantaria n.º24, natural de Monforte, com Maria Augusta Pereira de Mira (1836), natural de Lisboa, sendo a mais nova de três filhos, nasceu em Lagos. Descendente de uma linhagem de militares, eram seus avós paternos José Francisco Godinho e Maria Rita Andrez, maternos Manuel Pereira de Mira Franco (Moura, Santo Agostinho, baptizado aos 07/01/1810) e Maria Rosa da Conceição. Pelo seu avô materno era bisneta de Romão Pereira de Mira, professor régio de instrução primária, e Maria Rita Martins.
Casou com Gomes da Costa a 15 de Maio de 1885, em Penamacor. Deste casamento tiveram três filhos:
- Estela de Mira Godinho Gomes da Costa (1889-1968),[2] que casou com Pedro Francisco Massano de Amorim (1862-1929), governador da Índia, viúvo de Elvira Gorjão de Oliveira Amorim, sem descendência;
- Manuela de Mira Godinho Gomes da Costa (1891-1969),[2] que casou com João Herculano de Melo e Moura (1893-1990), com descendência, e posteriormente no estado de divorciada com Joaquim Nunes Ereira, de quem não teve filhos;
- Carlos Gomes da Costa (1892-1967),[2] que casou com Helena do Carmo May de Oliveira, com descendência.

Henriqueta nunca acompanhou a carreira militar do marido fora de Portugal. Quando este se encontrava no estrangeiro, dedicava-se ao trabalho doméstico, cuidando das filhas e posteriormente dos 18 netos.
Em julho de 1926, parte para os Açores, aquando do exílio do marido. Em setembro de 1927, regressa a Lisboa, acompanhada de seu marido, que faleceu em condições miseráveis, pobre e totalmente desligado da política a 17 de dezembro de 1929. Nesta altura, surge-lhe uma doença degenerativa.
Henriqueta Gomes da Costa faleceu a 22 de fevereiro de 1936, aos 72 anos de idade, na  freguesia de São Sebastião da Pedreira, em Lisboa. Encontra-se sepultada no Cemitério do Alto de São João.